# Куньюй
Кунью́й (уйг. قۇرۇمقاش شەھىرى‎, кит. упр. 昆玉, пиньинь Kūnyù)  — городской уезд в Синьцзян-Уйгурском автономном районе КНР. Не входит ни в какие административные единицы, а подчиняется напрямую правительству автономного района.

## История
Эта местность входила в состав округа Хотан, её развитием занимался 224-й полк 14-й дивизии Синьцзянского производственно-строительного корпуса. Решением Госсовета КНР от 7 января 2016 года Куньюй был выделен из состава округа Хотан в отдельный городской уезд, подчинённый непосредственно правительству Синьцзян-Уйгурского автономного района.